# Gablitzbach
Gablitzbach är ett vattendrag i Österrike.   Det ligger i förbundslandet Niederösterreich, i den östra delen av landet, 15 km väster om huvudstaden Wien.
I omgivningarna runt Gablitzbach växer i huvudsak blandskog. Runt Gablitzbach är det mycket tätbefolkat, med 3 134 invånare per kvadratkilometer.